# Apamea anilis
Apamea anilis là một loài bướm đêm trong họ Noctuidae.